# Azad Garagoyunlu
Azad Garagoyunlu est un village de la région de Tərtər en Azerbaïdjan.